# Тихонов, Владимир Ильич
Влади́мир Ильи́ч Ти́хонов (род. 4 февраля 1947, Волотово, Ивановская область) — российский политик, народный депутат РСФСР (1990—1993), депутат Государственной Думы второго и третьего созыва (1995—2000); глава администрации — председатель правительства Ивановской области (2000—2005), почётный гражданин города Шуя (2002).
Член КПСС в 1976—1991 годах, член ЦК КПРФ 1993—2004 годах, с 1994 года — первый секретарь Ивановского областного комитета КПРФ, одновременно секретарь ЦК КПРФ (1996—2000), основатель и председатель Политбюро ЦК Всероссийской коммунистической партии будущего (ВКПБ) (2004—2005).
В 2004 году на альтернативном съезде КПРФ был избран председателем ЦК (новым лидером) КПРФ — однако Минюст не признал съезд легитимным.

## Биография

### Образование
В 1965 году окончил Шуйский индустриальный техникум,
В 1972 году окончил Ивановский энергетический институт по специальности инженер-электрик,
В 1978 году окончил Костромской технологический институт по специальности инженер-экономист,
В 1998 году заочно окончил Дипломатическую академию МИД

### Трудовая деятельность
В 1977—1980 годах был инструктором отдела пропаганды и агитации Шуйского горкома КПСС.
В декабре 1988 года был избран генеральным директором Шуйского производственного хлопчатобумажного объединения, в апреле 1995 года в связи с реорганизацией предприятия в акционерное общество был избран генеральным директором АО «Шуйские ситцы».
18 марта 1990 года избран народным депутатом РСФСР от территориального округа № 381 Ивановской области. Входил в состав фракции «Коммунисты России» и парламентского блока оппозиционных сил «Российское единство».
17 декабря 1995 года и 19 декабря 1999 года избирался депутатом Государственной думы Российской Федерации от Кинешемского избирательного округа № 79 Ивановской области, являлся членом думской фракции КПРФ.
C 6 августа 1996 года по 3 декабря 2000 года секретарь Центрального комитета КПРФ.
Во время президентских выборов 1996 года был доверенным лицом Г. А. Зюганова в Воронежской области.
17 декабря 2000 года при поддержке коммунистов одержал победу на выборах главы администрации Ивановской области, набрав 48 % в первом и 62 % во втором туре (против 32 % и 33 % голосов у А. П. Головкова). Вступил в должность 27 декабря 2000 года.
В 2004 году возглавил оппозицию лидеру КПРФ Геннадию Зюганову, на Альтернативном съезде КПРФ был избран новым лидером КПРФ. однако Министерство юстиции отказалось признать легитимность съезда, после чего Тихонов был исключён из партии.
После чего заявил о создании новой коммунистической партии — Всероссийской Коммунистической партии будущего — занял в ней пост председателя политбюро ЦК, однако в 2005 году Минюст лишил партию регистрации, 8 июля 2006 года на внеочередном съезде партии был освобождён от должности председателя политбюро.
20 декабря 2005 года истекли полномочия на губернаторском посту. Накануне в отношении Владимира Тихонова началось расследование дела о взятке. За недоказанностью дело было прекращено.
На выборах в Государственную думу (2016) баллотировался в депутаты ГД, возглавлял региональную часть партийного списка Ивановской области партии Коммунисты России.
В июле 2020 г. вместе с большинством членов Ивановского отделения Коммунистов России вышел из состава партии ввиду несогласия с коммерциализацией партии, развертывания внутрипартийных репрессий.
Одновременно вошёл в состав Оргкомитета Общероссийской общественной организации «Российский Коммунистический Союз» («Роскомсоюз»).

### Семья
Женат. Имеет двоих дочерей — дочь Наталья Корягина после окончания института работала начальником финансового управления горадминистрации, с 2004 заместителем главы администрации, с 2012 года является главой городской администрации города Шуя.